# Брудзиці
Брудзиці (пол. Brudzice) — село в Польщі, у гміні Льґота-Велька Радомщанського повіту Лодзинського воєводства.
Населення — 764 особи (2011).
У 1975—1998 роках село належало до Пйотрковського воєводства.

## Демографія
Демографічна структура станом на 31 березня 2011 року:
|          | Загалом | Допрацездатний вік | Працездатний вік | Постпрацездатний вік |
| -------- | ------- | ------------------ | ---------------- | -------------------- |
| Чоловіки | 375     | 64                 | 256              | 55                   |
| Жінки    | 389     | 82                 | 206              | 101                  |
| Разом    | 764     | 146                | 462              | 156                  |